# Sikhote-Alin (Meteorit)
Koordinaten: 46° 9′ 35″ N, 134° 39′ 11″ O
| \| Sikhote-Alin \|                                                |
| Position der Streuellipse von Sikhote-Alin in der Region Primorje |
| Sikhote-Alin                                                      |

Sikhote-Alin (russ. Сихотэ-Алинский метеорит) war ein Eisenmeteorit, der am Morgen des 12. Februar 1947 mit einer Masse von 100–200 Tonnen und einem Durchmesser von 3–4 Metern
und mit einer Geschwindigkeit von 50.000 km/h in die Erdatmosphäre über Ostsibirien (heutiger Föderationskreis Ferner Osten) eintrat. Der am Taghimmel hell sichtbare Bolide flog südwärts über das westlich Vorland des Sichote-Alin-Gebirge (Сихотэ-Алинь, 500 Kilometer nördlich von Wladiwostok) hinweg, wobei er eine stundenlang beobachtbare Rauchspur von über 30 Kilometer Länge hinterließ. Unter vielen weithin hörbaren Donnerschlägen zerplatzte der Meteorit schließlich, wobei mehrere tausend Bruchstücke als Meteoritenschauer innerhalb eines elliptischen Streufelds von 4 km Breite und 12 km Länge niedergingen. Dabei entstanden über 120 Einschlagkrater; der größte war 6 Meter tief und hatte einen Durchmesser von 28 Meter.
Bislang wurden in dem unwegsamen Gebiet der Region Primorje nahe dem Pazifik mehr als 8000 Meteoritenbruchstücke mit einer Gesamtmasse von 30 Tonnen eingesammelt; das größte Einzelfragment wog 1,75 Tonnen. Viele der Fragmente sind beim Aufprall auf den gefrorenen Boden stark deformiert worden. Sie werden als „Schrapnell“ bezeichnet.

## Zeugenberichte und Forschungsgeschichte
Der Meteoriteneinschlag wurde von mehr als 240 Augenzeugen beschrieben. Einer von ihnen war der russische Künstler Pjotr Iwanowitsch Medwedew, der das Ereignis in einem Ölgemälde festhielt. Das Gemälde diente später als Vorlage für eine Sonderbriefmarke, die anlässlich des zehnten Jahrestags des Meteoriteneinschlags von der Sowjetunion herausgegeben wurde.
Die Spuren des Einschlags in der abgelegenen, verschneiten Urwaldregion wurden zuerst aus der Luft entdeckt. 75 km östlich von Dalnerecensk sahen zwei Piloten umgestürzte Bäume und herausgeschleuderte Erde, die sich deutlich vom Schnee abhob. Geologen aus Chabarowsk kämpften sich drei Tage durch den Schnee, stießen am 24. Februar auf einen 30 Meter-Krater und fanden in kleinen Vertiefungen die ersten Eisenstücke. Eine weitere Expedition im April stand unter Leitung von Jewgeni Leonidowitsch Krinow, der schon um 1925 den Impakt Steinige Tunguska von 1908 untersucht hatte. Die Gruppe fand 122 Krater über 1 Meter und scharfkantige sowie geschmolzene Eisenstücke. Zunächst wurde eine Streuellipse von 1 × 2 km abgesucht, einige Jahre später aber vom Meteorforscher Valentin Tsvetkow auf 4 × 12 km in Richtung Südsüdwest erweitert. Die chemischen Analysen zeigten, dass der Meteoroid zu über 90 % aus Eisen bestand und daher aus dem Kern eines größeren Asteroiden stammen dürfte.

## Herkunft und Analyse der Bruchstücke
Der ursprüngliche Meteoroid stammt aus dem Asteroidengürtel, wie eine Bahnbestimmung aus den Zeugenberichten ergab. Seine Reste werden als grober Oktaedrit der Gruppe IIB klassifiziert.
Die Analyse der aufgefundenen Meteoriten ergab als mittlere chemische Zusammensetzung 93 % Eisen, 5,9 % Nickel, 0,42 % Kobalt, 0,46 % Phosphor, 0,28 % Schwefel, 161 ppm Germanium, 52 ppm Gallium und 0,03 ppm Iridium.
Die Bruchstücke des Eisenmeteoriten zeigen ungewöhnlich vielfältige Formen – von kleinen, durch mehrere Explosionen entstandenen scharfkantigen Schrapnellen über größere, teilweise aufgeschmolzene Brocken bis zu skurrilen Gebilden mit harten Spitzen und großen wabenförmigen Vertiefungen.
Zahlreiche europäische Museen besitzen Bruchstücke dieses Meteorfalls, eine größere Zahl z. B. die Meteoritensammlungen im Wiener Naturhistorischen Museum und in München.

## Bildergalerie

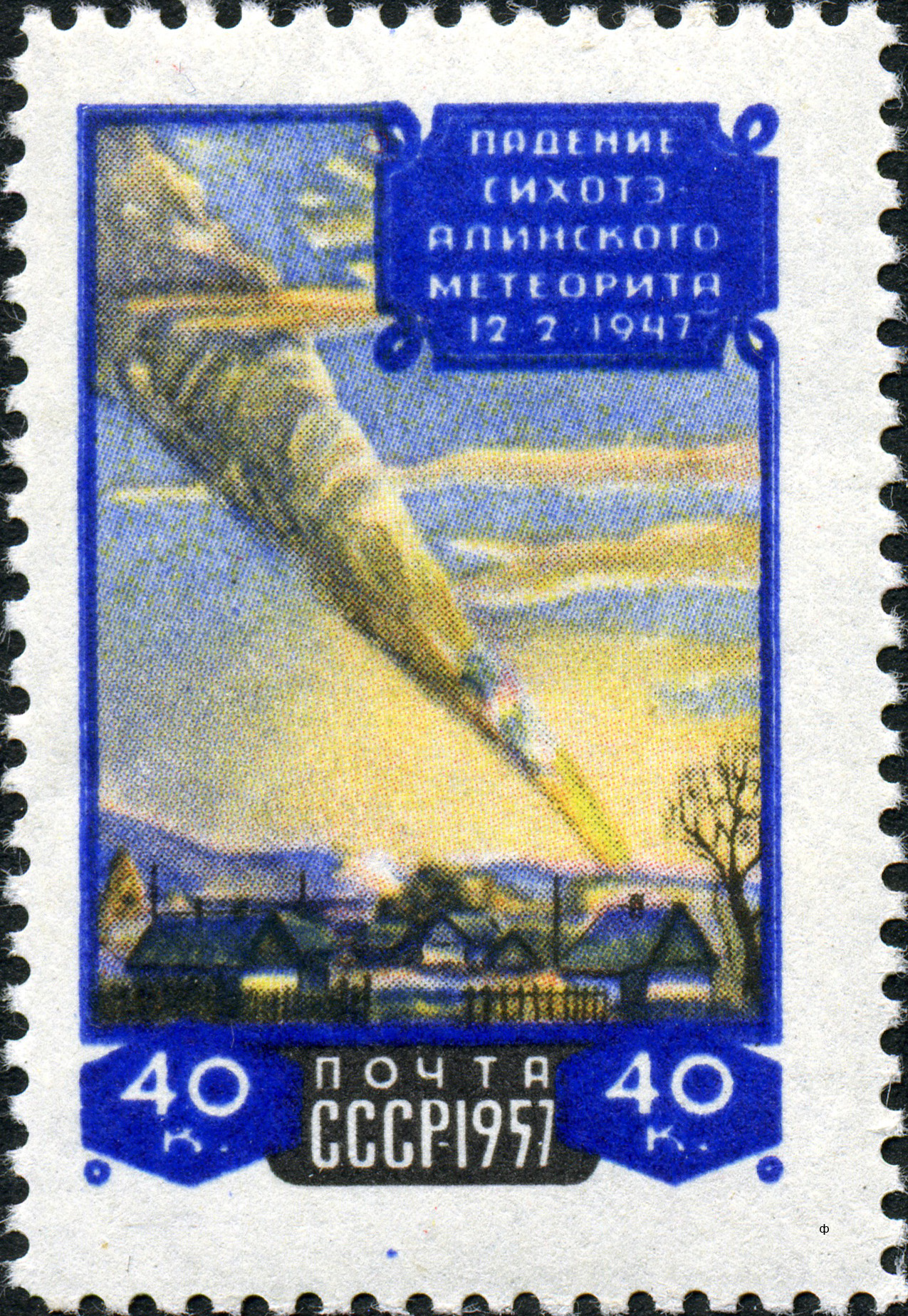
Gemälde von Pjotr I. Medwedew als Motiv der sowjetischen Sonderbriefmarke von 1957

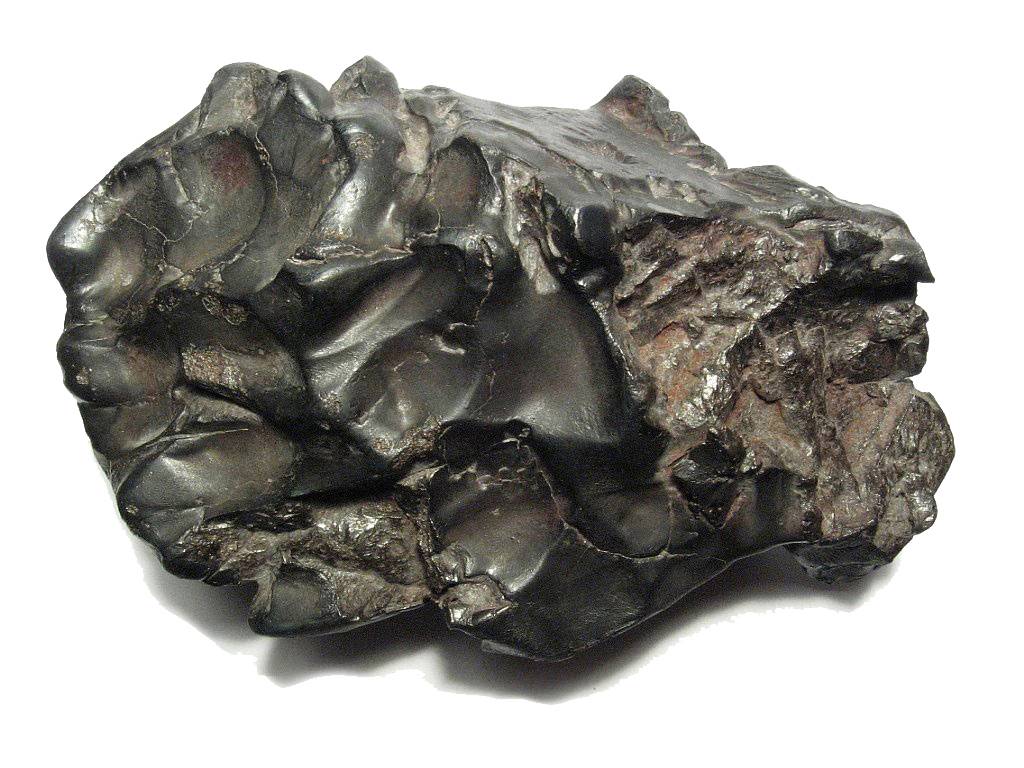
1,7-kg-Stück aus dem Meteoritenschauer von Sikhote-Alin
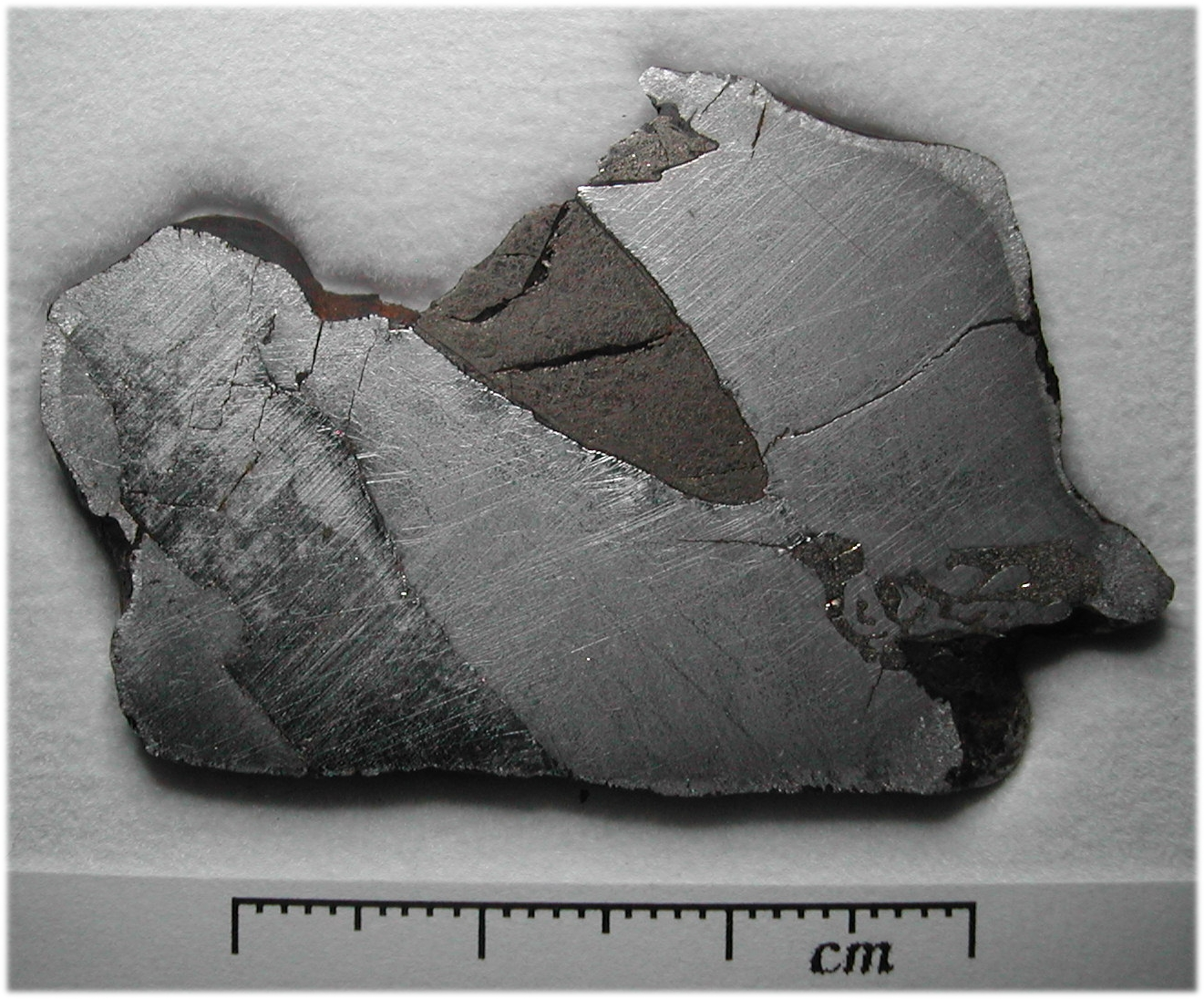
Schnitt durch einen Sikhote-Alin-Meteoriten mit Troilit-Einschlüssen und Neumann-Linien
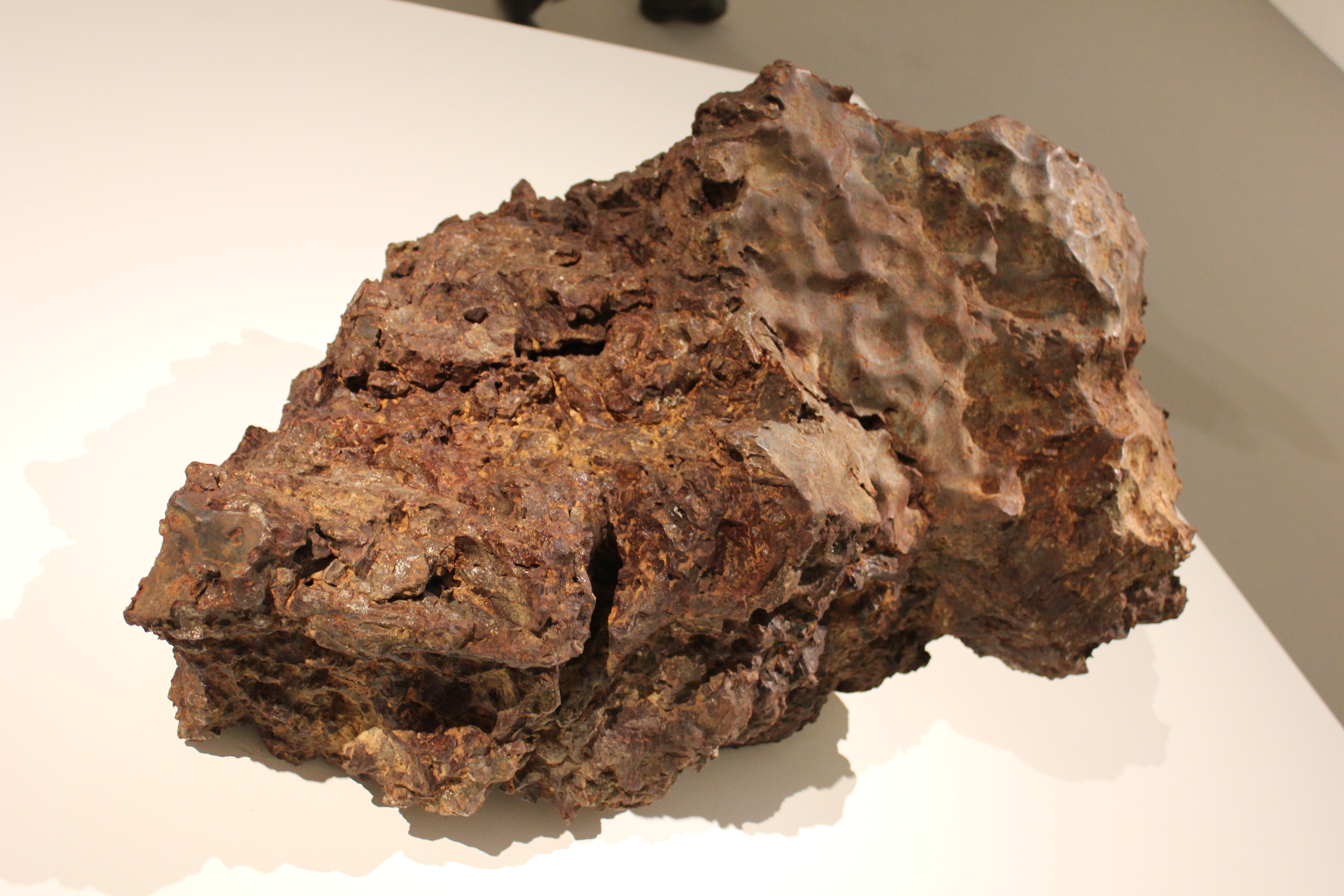
Das drittgrößte gefundene Stück des Sikhote-Alin Meteoriten